# Југословенство
Југословенство, и као југославизам или југословенски национализам, идеологија је која подржавају идеју по којој Јужни Словени — Бошњаци, Македонци, Словенци, Срби, Хрвати и Црногорци, али и Бугари — припадају јединственој југословенској нацији одвојеној различитим историјским околностима, облицима говора и религијским подјелама. У међуратном периоду југословенство постаје преовлађујућа, а затим и званична идеологија Краљевине Југославије. Постојала су два главна облика југословенства у том периоду: власт је фаворизовала интегрално југословенство које је промовисало унитаризам, централизацију и уједињење етничких група у земљи у јединствену југословенску нацију, уз принуду ако је потребно. Приступ је примијењен и на језике који су говорени у Краљевини. Главна алтернатива било је федералистичко југословенство које се залагало за аутономију историјских земаља у облику федерације и постепено уједињење без спољног притиска. Оба облика су се слагала око концепта националног јединства развијеног као израза стратешког савеза Јужних Словена у Аустроугарској почетком 20. вијека. Концепт је замишљен као појам по коме Јужни Словени припадају једној „раси”, да су „једнокрвни” и да имају заједнички језик. Био је неутралан у погледу избора централизма или федерализма.
Југословенска идеја вуче коријене из Илирског покрета 1830-их у хабзбуршкој Хрватској, гдје је група интелектуалаца видјела јединство Јужних Словена унутар Аустријског царства или изван њега, као заштиту од германизације или мађаризације. Започети су кооперативни разговори са српским политичарима и радом на стандардизација заједничког језика са српским правописцем Вуком Караџићем, али са ограниченим успијехом. Након Аустро-угарске нагодбе из 1867, овам концепту супарнички је био тријализам. Османска и аустроугарска власт на Балкану спрјечавала је практичну примјену југословенских идеја све док Османлије нису потиснуте у Првом балканском рату 1912. и до распада Аустроугарске у посљедњим данима Првог свјетског рата. Током рата почеле су припреме за уједињење кроз Нишку декларацију о српским ратним циљевима, оснивањем Југословенског одбора за заступање Јужних Словена у Аустроугарској и усвајање Крфске декларације о принципима уједињења. Краткотрајна Држава Словенаца, Хрвата и Срба проглашена је на крају Првог свјетског рата у јужнословенским земаља којима су раније владали Хабзбурзи. Руководство је првенствено жељело уједињење са Србијом на федералној основи, док је Србија преферирала централизовану државу.
Уједињење је извршено 1. децембра 1918, када је проглашено Краљевство Срба, Хрвата и Словенаца. У првим годинама нове државе, политика је постала све више етничка, како су се поједине политичке странке поистовјећивале са одређеним нацијама унутар земље. Слично, интегрално југословенство се повезивало са влашћу, а политичка борба против власти све више се изједначавала са етничком борбом између Срба (поистовјећених са влашћу) и разних етничких група — најчешће Хрвата као најгласније политичке опозиције власти. Савези су се временом мијењали и нису увијек били етнички засновани. Они су у великој мјери зависили од облика југословенства који су прихватили странке. Исход политичких дебата у првих неколико година нове земље исходовао је Видовданским уставом — који су многи сматрали нелегитимним — и насиљем које је спонзорисала власт и опозиција. Држава је одустала од интегралног југословенства 1939. када је споразумом Цветковић—Мачек постигнута нагодба са вођом хрватске опозиције Влатком Мачеком. Власт је покушала да створи заједнички језик. Недостатак стандардизације српско-хрватског довео је до праксе објављивања службених докумената на екавског изговору заступљеном у Србији, често ћириличким писмом који нису користили Хрвати и Словенци. Власт је предност давала Српској православној цркви, а покушавала је да смањи утицај Католичке цркве, промовишући превјеравања и ривалске цркве, и уздржавајући се од ратификације Конкордата са Светом столицом због противљења Српске православне цркве. Прије Првог свјетског рата, синтетичка југословенска култура била је углавном ограничена на хрватске умјетнике и писце. Иван Мештровић је међу њима постао најистакнутији на избложби у Риму 1911. године. Разочарани након уједињења, већина умјетника и писаца удаљила се од синтетичке културе.
Послије Другог свјетског рата, Комунистичка партија Југославије (КПЈ) је влада земљом. КПЈ је усвојила формалну посвјећеност федерализму у високо централизованој држави, заговарајући социјално југословенство и различито тумачен појам „братство и јединство”. Раскол Тито—Стаљин 1948. гурнуо је КПЈ на постепену децентрализацију све до средине 1950-их, када је покренута југословенска кампања заокретања курса, што је довело до дебате о нивоима децентрализације. Централистичке снаге су поражене до средине 1960-их. Значајна децентрализације догодила се током и након Хрватског прољећа. Словеначки интелектуалци су 1987. навели југословенство као главну пријетњу словеначком идентитету. Питања која су они покренули допринијели су мотивацији за приједлог из 1990. да се Југославија реструктурира као конфедерација и за накнадно проглашење независности Словеније и Хрватске којим је обиљежен распад Југославије.

## Позадина
Јужни Словени су подгрупа Словена коју чине Бугари, Срби и Хрвати, чији се национални идентитет развио много прије савременог национализма кроз колективно сјећање на њихове средњовјековне државе. Надаље, у Јужне Словене се убрајају Бошњаци (тј. Словени муслимани из Босне и Херцеговине), Македонци, Словенци и Црногорци.
Почетком 19. вијека Балкан је био подијељен између Аустријског и Османског царства. Аустријско царство је обухватало Словеначке земље, краљевине Хрватску, Славонију и Далмацију са значајним удјелом хрватског становништва и Војводину са значајним српским удјелом. Дворски ратни савјет контролисало је Војну крајину, која је раздвајала Хрватску и Славонију једну од друге и од османских територија. Значајан дио хрватског и словеначког становништва живио је у Истри, организованој као Краљевина Илирија. У Османском царству се почетком 19. вијека развила полунезависна Кнежевина Србија. Царство је обухватало Босански вилајет, као њен најзападнији дио између Србије и Аустријског царства. Постојала је и непризнато Митрополство Црна Гора.

## Прије Југославије

### Илирски покрет
Идеја јужнословенског јединства претходила је стварању Југославије скоро вијек раније. Први пут развијен у хабзбуршкој Хрватској међу хрватским интелектуалцима предвођеним Људевитом Гајом 1830-их, концепт се развио кроз различите облике предложеног јединства на различитим нивоима културне и политичке сарадње или интеграције. Припадници Илирског покрета су сматрали да се Јужни Словени могу ујединити око заједничког поријекла, варијетета заједничког језика и природног права да живе у сопственој држави. Тврдили су да је хрватска историја дио шире јужнословенске историје и да су Хрвати, Срби, као и потенцијално Словенци и Бугари, били дијелове једне „илирске” нације (користећи ту ријеч као неутрални термин). Покрет је започео као културни, залажући се за хрватски национални идентитет и интеграцију свих хрватских покрајина у оквиру Аустријског царства. Позивање на „хрватске покрајине” се нормално тумачило као референца на краљевине Хрватску, Славонију и Далмацију, а понекад и дио или цијелу Босну. Шири циљ био је окупљање свих Јужних Словена или Југо-Словена (хрв. Jugo-Slaveni) у заједницу унутар или изван Царства. Два правца покрета су позната као хрватство и југословенство, с циљем да се супротставе германизацији и мађаризацији. Било је веома мало заговорника илирске идеје 1830-их и 1840-их. Готово сви су били Хрвати из реда интелектуалаца — свештенство, чиновници, умјетници, студенти и војници. До 1910. окупљали су се око Народне странке, а чинили су једна 1% становништва.
У Словеначким земљама средином 19. вијека, рани словеначки националисти су се осјећали ближи Чесима или Русима него другим Јужним Словенима, тражећи рјешење у реформама унутар Хабзбуршке монархије. Подршка српско-хрватској сарадњи расла је као реакција на текућу германизацију, али је већина словеначких интелектуалаца одбацила илирске идеје.

### Илирски допринос језичком јединству
Од средњег вијека Хрвати су говорили три нарјечја — названа по облицима ријечи шта — чакавски, кајкавски и западни штокавски. Срби су говорила два нарјечја — источни штокавски и призренско-тимочки. Од 12. вијека, оба штокавска нарјечја су постајала све сличнија и све више се разликовала од других нарјечја.
Гај је подржао идеју српског правописца Вука Стефановића Караџића да је заједнички језик темељ нације. Караџић је сматрао да се Срби и Хрвати могу ујединити заједничким правописом. Да би подржао овај циљ, Илирски покрет се залагао за штокавски као стандардни књижевни језик, јер су га говорили готово сви Срби. То је била намјерно принесена жртва — већина истакнутих Илираца говорила је кајкавски, који је био уобичајен у Загребу. То је довело до Бечког књижевног споразума о стандардизацији српско-хрватског језика као заједничког. То је такође произвело националистичке тврдње да су Срби православни Хрвати и да су Хрвати Срби католици, као и да су Словени муслимани исламизовани Срби или Хрвати — негирајући постојање „супарничких” етничких група. Упркос договору, Илирци још четири деценије нису усвојиили стандард који је предложио Караџић.
Хрвати нису универзално прихватили Гајево језичко одређење нације. Оснивач Странке права (СП) Анте Старчевић је сматрао да постојање држава осигурава опстајање нација. Старчевић је навео Француску и Енглеску као примјере такве нације. Идеју државе као темеља нације примјенио је на Хрвате заступајући концепт хрватског државног права. Јосип Франк, Старчевићев насљедник на челу СП, тврдио је да нације имају различите расне особине, заузимајући антисрпски став.
Илирци су наишли на слабу подршку међу Србима у хабзбуршким земљама, пошто су Србију сматрали језгром јужнословенског уједињења, приписујући јој улогу Пијемонт-Сардиније у уједињењу Италије. Већина српских интелектуалаца одбацила је измјењен штокавски као пријетњу литургијском црквенословенском, и Гајеву латиницу — препоручивши Хрватима да користе ћирилицу као истински словенско писмо. Српски књижевни критичар Јован Скерлић је 1913. покушао да створи српскохрватски стандард. Предложио је да Хрвати прихвате „источно нарјечје”, а да Срби напусте ћирилицу. План је наишао на мјешовит пријем у Хрватској и одбачен је са избијањем рата.

### Србија и југословенска идеја у 19. вијеку
Војвођански Срби су били наклоњенији ближим везама са фактички независном Србијом или придруживању њој у односу на илирске идеје. Србија је обесхрабрила њихов иредентизам да би сачувала добре односе са Аустријом. У оквиру настојања српског кнеза Михаила Обреновића 1860-их да успостави антиосманску коалицију, ђаковачки бискуп Јосип Јурај Штросмајер и српски министар спољних послова Илија Гарашанин пристали су да раде на успостављању југословенске државе независне од Аустрије и Турске. План, надахнут италијанским уједињењем, позивао је на уједињење земаља од Корушке, Крањске и јужне Штајерске на сјеверу до Албаније, Бугарске и Тракије на југу. Схема је углавном коришћена за промовисање уједињења јужнословенских земаља у Аустроугарској око Хрватске и јужнословенских предјела у Османском царству око Србије. Од тог плана се одустало послије убиства кнеза Михаила и Аустро-угарске нагодбе 1867. године.
Како је Србија стекла независност Берлинским споразумом из 1878, југословенска идеја је постала ирелевантна у земљи. Прије Првог балканског рата 1912, Србија је била једнонационална и српски националисти су тежили да укључе (тј. оне за које се сматра да јесу) Србе у државу. По њима је рад бискупа Штросмајера и Фрање Рачког приказан као план за успостављање Велике Хрватске. Група официра Српске војске, познати као Црна рука, вршила је притисак ради проширења Србије. Извршили су државни удар у мају 1903. постављајући на власт Карађорђевиће, а затим организовали националистичке акције у „неискупљеним српским покрајинама” као што су Босна, Херцеговина, Црна Гора, Стара Србија (тј. Косово и Метохија), Македонија, Хрватска, Славонија, Срем, Војводина и Далмација. То је одјекнуло Гарашиновим Начертанијем из 1844. — расправом у којој антиципира распад Османског царства, позивајући на успостављање Велике Србије како се спријечила руска или аустријска експанзија на Балкан и ујединила све Србе у јединствену државу.

### Тријализам у Аустроугарској
Док су Илирци до 1850. остварили циљ подизања хрватске националне свијести, подбацили су у другим циљевима. Током 1850-их, НС, Штросмајер и Рачки су заговарали илирску идеју. Плашећи се Продора на исток, вјеровали су да се германизацији и мађаризацији може одупријети једино кроз јединство са другим Словенима, посебно са Србима. Залагали су се за уједињење Хрватске, Славоније и Далмације као Троједне краљевине прошири на друге Јужне Словене у Аустрији (или Аустроугарској након нагодбе 1867.) прије него што су се придружили другим јужнословенским државама у федерацији или конфедерацији. Предложена консолидација различито дефинисаних хрватских или јужнословенских земаља довела је до приједлога тријалистичке реформе Аустроугарске, како би се образовала јужнословенска политија равноправна Угарској. Хрватска и Славонија консолидоване су заједно са Војном границом у Краљевину Хрватску и Славонију 1881. године. Ипак, она је остала дио Земаља круне Светог Стефана — угарског дијела Дворне монархије — док су Далмација и Истра припадале аустријског Цислајтанији. У Босни и Херцеговини, коју је Аустроугарска анектирала 1908, живио је значајан удио хрватског становништва. Уједињење тих земаља постало је средишње питање за хрватску политику у тријалистичком контексту.
Бенјамин Калај, аустроугарски управник Босне и Херцеговине, увео је концепт босанске нације, одбацујући етничке и религијске подјеле. Калајев пројекат је подразумјевао кампању за стандардизацију босанског језика. Сматрало се да има кључну културну, друштвену и политичку улогу у јачању аустроугарске власти. Калајева језичка политика поклопила се са формалним увођењем правописних норми утврђених Бечким књижевним договором под баном Карољем Куен-Хедерваријем у Хрватској и Славонији 1980-их. Истовремено, језичке разлике су расле разлазом београдског српског стандарда од Караџићевог предложеног облика усвајањем екавског изговора. Почетак аустроугарске власти у Босни и Херцеговини — и посљедично преоријентација српских политички приоритета подстакли су промјену. Македонија је постала приоритет и екавски изговор се сматрао погоднијим за ширење у регији. Током аустроугарске владавине у Босни и Херцеговини, религијска заједница се развија ради очувања културне и религијске аутономије муслиманског становништва, одричући се националне агенде. Секуларна интелигенција Босанских муслимана била је подијељена на прохватске и просрпске фракције, чији су се заступници изјашњавали као Хрвати муслимани или Срби муслимани. Од 1878. до 1903. између Срба и Хрвата развио се снажан антагонизам док су се око питања српске или хрватске контроле над Босном и Херцеговином сукобљавале агенде за стварање Велике Србије или Троједне краљевине. Овај сукоб је користио и распиривао Хедервари чија је политика завади па владај повећавала међусобна непријатељства. Посљедица је била и опадање подршке југословенским идејама у том периоду.

## Пад два царства

### Гранање концепта
У прве двије деценије 20. вијека, различити словеначки, српски и хрватски национални програми усвајали су југословенство у различитим, сукобљеним или међусобно искључивим облицима. Југословенство је постало кључна идеја за успостављање јужносвелонске политички заједнице. Већина Срба је ту идеју изједначила са Великом Србијом под другим именом или средством да се сви Срби окупе у једној држави. За многе Словенце и Хрвате југословенство је било заштита од аустријских и мађарских изазова очување словеначког и хрватског идентитета и политичке аутономије.
Заговорни политичке заједнице су слиједили различите облике југословенства. Унитаристичко или интегрално југословенство и федералистичко југословенство биле су двије главне категорије. Прва је порицала постојање засебних нација или је настојала да их замијени увођењем једне југословенске нације. Неки извори праве разлику између унитариста и интегралиста. Према њима, унитаристи вјерују да су Јужни Словени јединствена етничка јединица, али се уздржавају од активног уједињења — за разлику од интегралиста који активно раде на удружењу југословенске нације. Федералисти су признавали постојање одвојених нација и жељели су да их уклопе у нову политичку заједницу кроз федерацију или другим систем који је давао политичку и културну аутономију различитим јужнословенским нацијама. Неки извори такође идентификују групу повезану са концептом југословенства као псеудојугословене који су тактички бирали да слиједе очигледно југословенску агенду за спровођење специфичних националних интереса.
Концепт Народног јединства је прво развила Хрватско-српска коалиција као израз стратешког савеза Јужних Словена у Аустроугарској почетком 20. вијека. То није подразумјевало унитаристичко југословенство. Док је концепт замишљен као израз појма да Јужни Словени припадају једној „раси”, да су „једнокрвни” и да имају један заједнички језик, сматран је неутралном у погледу могућности централизоване или децентрализоване власти у заједничкој држави.

### Пораз Османског царства
Постојање Османског царства и Аустроугарске монархије на Балкану представљало је препреку политичком уједињењу Јужних Словена. То се промијенило крајем 1912. и избијањем Првог балканског рата. У сукобу су Османлије изгубиле већину балканских посједа, пошто су Бугарска, Грчка и Србија освојиле и успоставиле контролу над Македонијом. Границе регије је требало прилагодити уз посредовање руског императора Николаја II. Међутим, рат је произвео супарништво између Бугарске на једној и Грчке и Србије на другој страни. Након што је претрпјела највеће губитке у рату, Бугарска је била незадовољна својим територијалним добицима на крају сукоба. Да би се заштитиле од Бугарске, склопљен је Грчко-српски савез 1913, а савезници су прецизирали територијалне претензије према Бугарској. Бугарска је напала Србију 1913, чије је почео Други балкански рат, а како би проширила своју територију, али је сукоб завршен са још већим бугарским губицима.

### Избијање Првог свјетског рата
Гаврило Принцип — Србин из Босне и Херцеговине, припадник Младе Босне — убио је у Сарајеву 28. јуна 1914. надвојводу Франца Фердинанда од Аустрије, претпостављеног пријестолонасљедника Аустроугарске. Организацију, коју је подржавала Црна рука, чинили су југословенски националисти који су се залагали за политичку заједницу Срба, Хрвата, Босанских муслимана и Словенаца кроз револуционарна дејства. Након атентата, услиједила је Јулска криза и избијање Првог свјетског рата.
Од избијања непријатељстава, Србије је сматрала да је рат прилика за територијално проширење изван подручја насељених Србима. Одбор задужен за утврђивање ратних циљева израдио је програм за успостављање југословенске државе додавањем Хрватске и Славоније, Словеначких земаља, Војводине, Босне и Херцеговине и Далмације. У Нишкој декларацији српски парламент је најавио борбу за ослобођење и уједињење „неслободне браће”.
Југословенски одбор је основан 1915. као ad hoc група без званичног капацитета. Чланови су сматрали да је југословенска идеја ушла у завршну етапу 1903. године. Била је то година када је престала управа Хедерварија, година када је Калај преминуо и година династичке промјене у Србији. Одбор, који је дјелимично финансирала српска влада, чинили су интелектуалци и политичари из Аустроугарске који су тврдили да заступају интересе Јужних Словена. Предсједник одбора био је Анте Трумбић, али најистакнутији члан је био Франо Супило, саоснивач владајуће Хрватско-српске коалиције у Хрватској и Славонији. Супило је заговарао успостављање југословенске државе као федерације са Србијом (укључујући Војводину), Хрватском (укључујући Славонију и Далмацију), Босном и Херцеговином, Словенијом и Црном Гором као њеним федералним јединицама. Супило је био неповјерљив према српском премијеру Николи Пашићу, заговорнику Велике Србије, и упозорио одбор на могуће Пашићеве намјере. С друге стране, одбор је сазнао за Лондонски споразум којим се Тројна антанта Италији додјељују дијелови Словеначких земаља, Истра и Далмација у замјену за савезништво.
У мају 1917. чланови Клуба југословенских посланика у Царском вијећу у Бечу, изградили су нацрт Мајске декларације о уједињењу Словенаца, Хрвата и Срба у оквиру Аустроугарске и тријалистичкој реконструкцији царства. Старчевићева фракција СП-а и Хрватска пучка сељачка странка (ХПСС) превођена Стјепаном Радићем подржала је декларацију у Угарској сабору у којој је била заступљена Хрватска и Славонија. Франкова фракција СП-а одбацила је ту идеју. О декларацији се у штампи расправљало годину дана прије него што је царска власт тај приједлог ставиле ван закона.
У јуну и јулу 1917. српска влада и Југословенски одбор одржали су низ састанака на Крфу. Разговарали су о будућој заједничкој држава и израдили Крфску декларацију, према којој су Хрвати, Словенци и Срби један „троимени народ” и да ће Карађорђевићи владати у новој јединственој држави организованој као парламентарна, уставна монархија. У документи није наведено да ли ће држава бити федерална или централизована. Пашић је, међутим, одбио да би избјегао подривање дипломатске предности коју Србија ужива у процесу уједињења као призната држава. Супило је преминуо два мјесеца касније.

### Држава Словенаца, Хрвата и Срба
Представници словеначких, српских и хрватских политичких политичких странака у Аустроугарској основали су Народно вијеће Словенаца, Хрвата и Срба 5—6. октобра 1918. како би радили на независности од Двојне монархије. Истог мјесеца, аустријски цар и угарски краљ Карл I понудио је реорганизацију Аустроугарске као федерације, али је његов приједлог одбијен као закасњели. Народно вијеће се 18. октобра прогласило централним органом новоформиране Државе Словенаца, Хрвата и Срба. Хрватски сабор је сазван да формално прекине везе са Аустроугарском и успостави нову државу 29. октобра. За предсједника државе изабран је вођа Словеначке народне странке Антон Корошец. За потпредсједнике су изабрани предсједник Старчевићеве странке права Анте Павелић и предсједник Српске народне самосталне странке Светозар Прибићевић.
Представници Народног вијећа, српске владе и опозиције и Југословенског одбора састали су се у Женени 6—9. новембра како би разговарали о уједињењу. Народно вијеће и Југословенски одбор тражили су од српског премијера Пашића да се одрекне централистичке власти у будућој држави. Под притиском Француске и без подрже Русије, Пашић је испоштовао и потписао Женевску декларацију. Као одговор, српски регент пријестолонасљедник Александар га је приморао да поднесе оставку. Нов влада је одбила да испоштује декларацију, одбацујући приврженост Србије федералној држави.
Народно вијеће се суочило са пријетњама револуционарних немира и италијанске инвазије. Због тога је позвало Другу српску армију да чува ред и мир. Средином новембра, италијанске трупе су ушле у Истру, заузеле Ријеку 17. новембра, а испред Љубљане су их зауставили браниоци града, укључујући и батаљон српских ратних заробљеника. Народно вијеће је безуспјешно апеловало за међународну помоћ. Велика народна скупштина Срба, Буњеваца и осталих Словена у Банату, Бачкој и Барањи одржана у Новом Саду прогласила је присаједињење Баната, Бачке и Барање Србији 25. новембра. Велика народна скупштина српског народа у Црној Гори у Подгорици прогласила је присаједињење Црна Горе Србији 26. новембра, а сазвана је као ad hoc орган у циљу свргавања Петровића Његоша у корист Карађорђевића.
Притиснуто италијанском пријетњом, Народно вијеће је послало делегацију регенту пријестолонасљеднику Александру с циљем успостављања договора уједињења у виду федерације. Делегација је занемарила упутства приликом обраћања регенту пријестолонасљеднику 1. децембра. Александар је прихватио понуду уједињења у име српског краља Петра и основано је Краљевство Срба, Хрвата и Словенаца. Ниједна етничке или религијска група није имала апсолутну већину у краљевству.

## Дефинисање јужнословенског краљевства

### Прелазна влада
Послије уједињења, регент пријестолонасљедник је за предсједника Министарског савјета именовао Стојана Протића. Антон Корошец је именован потпредсједника, Момчило Нинић за министра финансија, Анте Трумбић за министра иностраних дјела, Светозар Прибићевић за министра унутрашњих дјела и Љубомир Давидовић за министра просвјете. Протић и Давидовић су пробрани из највећих српских странака — Народне радикалне странке (НРС) и Самосталне радикалне странке (СРС). Убрзо након тога, Самостална радикална странка прошла је низ спајања и образовала Демократску странку (ДС). Док је пријестолонасљедник регент у декларацији од 1. децембра обећао успостављање Привременог народног представништва именовањем са списка кандидата одобрених уз сагласност Народне скупштине и Народног вијећа, списак је умјесто тога саставио министар Алберт Крамер.
Док је Прибићевић желио максималну централизацију, Протић се залагао за аутономне области, јер је увидио предности одржава административне власти историјских покрајина. НРС је сматрала да је неопходно сачувати српски народ као групу која има преовлађују улогу у уједињењу, али се противила федерацији. То је навело НРС да инсистира на томе да се држава назове Краљевство Срба, Хрвата и Словенаца, одбацујући име Југославија. Заговорници децентраизације су преферирали Југославију. Дебата о уставном систему произвела је три предложена устава. Централизована држава коју је предложио Прибићевић, федера коју је предложио Радић и компромис који је заговарао Протић.
Прије сазивања Уставотворне скупштине, и док је систем власти тек требало да буде формално утврђен, привремена влада је преузела мјере ради јачања централизације земље. Прибићевић је кренуо у распуштање свих управних и представничких органа успостављених прије 1918. године. У Хрватској је тај процес доприњео повећању тензија и нереда. Рани процеси централизације били су праћени напорима владе на језичком уједињењу — проглашавањем тзв. српско-хрватско-словеначког или југословенског језика, који се назива и државним или националним језиком, јединим службеним језиком.  Ћириличко писмо је формално изједначено у употреби са латиничким писмом — латиница је раније коришћена као једино словеначко и хрватско писмо. У пракси, највећи дио званичних публикација је објављиван на екавском српско-хрватском (или југословенском) језику, углавном штампаним само ћириличким писмом. Тако је српски постао фактички службени језик. Словеначки и хрватски су проглашени за дијалекте српског, чиме су словеначка и хрватска култура потиснуте у секундарни статус, понављајући Пашићево виђење јужнословенског јединства. У војсци, употреба латиничког писма се често сматрала одразом антидржавног расположења и доприњела је одлуци многих несрба да поднесу оставке у комисијама — повећавајући бројчану доминацију Срба међу официрским кором. Македонски говори су потпуно забрањени. И прије стандардизације школских програма, у образовни систем уведена је доктрина „троименог народа”.

### Почетна политичка опозиција
Временом је дебата о централизацији и децентрализацији еволуирала из надметања облика југословенства и претворила се првенствено, али не искључиво, у сукоб између Срба и Хрвата. Историчар Иво Банац указао је на начин уједињења као извор етничких сукоба и нестабилности земље. Радић је био посебно гласан противник монархије, док су он и ХПСС подржавали федерално или конфедерално југословенство дајући Хрватској максималну аутономију. У фебруару је ХПСС покренуо петицију упућену Париској мировној конференцији тражећи „неутралну хрватску пучку републику”. Радић је због тога провео годину дана у затвору. Иако је ХПСС прије рата био мање утицајан од НС и СП у Хрватској, затварање Радића и других чланова ХПСС учинило их је првацима хрватског националног питања у јавном мњењу и фактички хрватским националним покретом.
Иако су углавном поздрављали уједињење, Словенци су углавном одбацивали интегрално југословенство и радили на очувању свог језика и културе. У почетку, СНС предвођена Корошецом се залагала за федералистички систем власти и словеначку аутономију. Словеначки централисти су били најутицајнији политички противници СНС-а 1920, али је њихов утицај јењавао, остављајући СНС као главног представника Словенаца у међуратном периоду, без обзира на њихову подршку или противљењу режиму или словеначкој аутономији.
Југословенска муслиманска организација (ЈМО) заступала је интересе Словена муслимана у Босни и Херцеговини, док је Џемијет представљао исламско становништво у другим дијеловима земље. ЈМО је подржавала југословенство као заштиту од асимилације од стране Срба и Хрвата. Док је осуђивала југословенски национализам ДС-а, ЈМО се удружила са НРС-ом због њене подршке очувању идентитета Босанских муслимана.
Комунистичка партија Југославије (КПЈ) је у почетку подржавала централизацију и унутаристичке позиције. Убрзо након успостављања краљевства, КПЈ је по инструкцијама Комунистичке интернационале преокренула свој став и залагала се за распад земље.

### Рани немири и насиље
У периоду непосредно након уједињења дошло до значајног насиља и грађанских немира у земљи. У Славонији и Војводини је било револуционарних дејстава инспирисаних Мађарском Совјетском Републиком. На Македонији, Косову и Метохији — тада позната као Јужна Србија — спроводила се кампања србизације и програм колонизације. Македонци су узвратили преко Унутрашње македонске револуционарне организације (ВМРО). На Косову је било случајева одмазде због албанских убистава током Албанске голготе Српске војске у Првом свјетском рату. Акти албанске одмазде кулминирали су неуспјешном побуном Комитета народне одбране Косова 1919. и масакром Албанаца од стране државних снага. У регији је распоређено 50.000 полицајаца и војника, уз подршку четничких паравојних јединица које је предводио Јован Бабунски.
У Босни и Херцеговини, Срби су напали муслиманске земљопосједнике и сељаке — до 1920. убили су око 2000, а протјерали 4000 из њихових домова. Црногорци су у истом периоду убили неколико стотина муслимана у Санџаку. Насиље је мотивисала жеља да се запосједне земљиште у власништву муслимана и и примора муслиманско становништво да напусти земљу. У Црној Гори, Зеленаши су покренули неуспјешни Божићни устанак против Бјелаша 1919. године. Почетком децембра 1918. у Загребу је био насилно угушен антимонархијски протест. Исте зиме, насиље је захватило хрватско село — сељаци су пљачкали велика имања и радње, али је било и међунационалног насиља. Након затишја, у Хрватској је крајем марта 1919. избила сељачка побуна као одговор на кампању жигосања теглећих животиња за употребу у војсци.

### Видовдански устав
Послије избора 1920. ДС и НРС су постале највеће парламентарне странке, али нису имале већину у Уставотворној скупштини. КПЈ и ХПСС — трећа и четврта највећа парламентарна странка — одбиле су да учествују у скупштини због правила да ће проста већина усвојити нови устав, а не консензусом како је предвиђено Крфском декларацијом. Даљи спор је настао када је од посланика затражено да положе заклетву краљу. Све странке осим ДС и НРС су то одбиле.
Уставотворна скупштина усвојила је 28. јуна 1921. Видовдански устав на основу Прибићевићевог нацрта. Избор је направљен на наговор Пашића као верзија која даје најмање уступака странкама које се залажу за децентрализацију. Пошто ДС и НСР нису имале довољно гласова за усвајање устава, добиле су подршку ЈМО и Џемијету у замијену за обешћетење муслиманским земљопосједницима за изгубљену имовину.
Иако су идеолошке подјеле постојале у цијелој држави, политика је брзо постала углавном етничка. Станке на власти су сваку критику владе приказивале као издају. Без обзира на природу политике земље, постојале су политичке странке које су прелазиле на ту границу у одређено вријеме — српске странке које су се супротстављале режиму или несрпске које су га подржавале. Устав је био производ српске мањине, али је потврдио српски примат, означивши почетак дуге политике кризе. Интегрално југословенство је било чврсто повезано са краљевским режимом. На изборима 1920. КПЈ је постигла значајан успјех у великим градовима, у Црној Гори и Македонији, кроз протестне гласове против режима, од незапослених градских бирача и бирача у регијама које нису имале другу привлачну националну или регионалну опозицију.
Видовдански устав је био нефункционалан и на крају је пропао јер је био нелегитиман и није обезбјеђивао владавину права, права појединаца, неутралност државе у питањима религије и националне културе. Национално питање је било производ нефункционалне природе устава. Грешка је првенствено била у политици краља и Пашића, као и Давидовића и Прибићевића у првим годинама државе. Они су на Краљевину Срба, Хрвата и Словенаца у суштини гледали као на експанзију Србије, а сукоби су били одговор на српски хегемонизам и устав осмишљен да служи само посебном тумачењу српских националних интереса.

## Државна идеологија

### Насиље у служби идеологије
Министар унутрашњих дјела Милорад Драшковић је поништио побједу КПЈ на градским изборима у Београду 1920, због чега је терористичка група Црвена правда извршила атентат на њега. Заузврат, то је довело до стављања КПЈ изван закона и доношења закона који су влади дозвољавали да прогони политичке неистомишљенике.
Режим је организовао паравојне снаге мимо законског оквира. Краљевски намјесник за Хрватску основао је Организацију југословенских националиста (Орјуна) у Сплиту 1921. године. Финансирана преко покрајинске владе, дјеловала је под заштитом фракције ДС лојалне Прибићевићу. Његова сврха била је  да у име режима спроведе ванзаконске  акције против комуниста, хрватских сепаратиста и других стварних или наводних непријатеља државе, укључујући федералисте. До 1925. акционе групе Орјуне бројале су око 10.000 чланова, а оружјем их снабдијевала Бијела рука — супарничка група Црне руке са војним везама. Орјуна је била отворено терористичка група која је заговарала унитаризам и диктатуру југословенских националиста, потенцијалном под краљевским патронатом и залагала се за укидање парламентаризма. Имала је сличности са италијанским фашистичким Црнокошуљашима, укључујући и величање насиља.
Формални одговор биле су Српска национална омладина (СРНАО) и Хрватска национална омладина (ХАНАО). Користили су сличне методе дјеловања. ХАНАО, успостављен као хрватска одбрана од Орјуне, и у почетку уз подршку ХСС-а, постао је главни противник Орјуне. НРС је подржала СРНАО, која је Орјуну видјела као недовољно српску. Званично санкционисана четничко удружење распало се 1924. по истим идеолошким линијама које су одвајале Орују од СРНАО. До тада је четничко удружење било под утицајем ДС-а, а странка је наметала југословенску идеологију. Након изборне побједе НРС-а над ДС-ом 1925, Пуниша Рачић из НРС-а је постао доминантна личност у удружењу и преокренуо је идеолошки курс удружења. То је значило да је српски идентитет, умјесто југословенске нације, требао да асимилију друге етничке идентитете. Четничке јединице су слиједиле овај циљ тероришући хрватске и муслиманске села у Хрватској и Босни и Херцеговини.

### Нефунционални парламентаризам
Сукоб централизма и федерализма еволуирао је 1920-их. ХРСС је 1924. окончао свој парламентарни бојкот с циљем да гласа против владе НРС-а, али је његови посланицима ускраћено право гласа шеснаест седмица под изговором провјере акредитива. Исте године, ДС-а предвођен Давидовићем се подијелио, а Прибићевић је образовао Самосталну демократску странку (СДС). Прибићевић је схватио да је режим користио Србе пречане — своје примарне гласаче — да би антагонизовао Хрвате, подстичући етничке тензије само да би напустио Србе пречане, остављајући их подложнима одмазди кад год би се из компромиса са Хрватима могао извући профит.
Крајем 1924. кампања ХСС-а је забрањена, а Радић је затворен под оптужбом за комунистичко антидржавно дјеловање након што се ХРСС придружио Сељачкој интернационали. Упркос томе, ХРСС је на изборима 1925. добио више гласова него 1923. године. НРС и ХРСС су 1925. успоставиле коалициону владу, пошто је ХСС формално одрекао републиканизма и промијенио назив странке у Хрватска сељачка странка, напуштајући захтјеве за успостављање федерације и ограничавајући своје циљеве на хрватску аутономију. Радић је пуштен из затвора над дан образовања власти. Коалиција је окончана током кампање за локалне изборе 1927, када је полиција ометала кампању ХСС-а у Босни и Херцеговини и Војводини. Министар унутрашњих послова Божидар Максимовић из НРС потврдио је оптужбе, додајући да би НРС више вољела да се Хрвати у Војводини изјашњавају као Буњевци или Шокци.
Након разлаза са ДС-ом, Прибићевић је одбацио централизам, али је задржао вјеру у народно јединство. Пошто је Радић остао отворен за идеју заједничког југословенског идентитета, то је омогућило сарадњу СДС-а и ХСС-а. Радић је био спрема да прихвати да су Срби и Хрвати језички и етнички један народ који се међусобно разликује по својим политичким културама. СДС и ХСС су 1927. основали Сељачко-демократску коалицију наводно да би се борили против система опорезивања који је постављао несразмјерно веће пореско оптерећење на подручја која нису била дио Србије прије 1918. године. Престројавање снага у борби централизам—федерализам завршено је успостављањем владајући коалиције ДС—НРС—ЈМО којој се придружила и СНС, која одустала од захтјева за аутономију Словеније.

### Смрт Стјепана Радића
Односи између владајуће коалиције и СДК су се погоршали 1928. због оптужби за неправедно опорезивање и корупцију у влади. Позиви на насиље над СДК, а посебно против Радића, додатно су запалили ситуацију, што је довело до надвикивања и физичких обрачуна у Скупштини. Након што је у Скупштини оптужен за корупцију, Рачић је 20. јуна узео ријеч, извукао револвер и пуцао у пет посланика ХСС-а — убио је двојицу и ранио тројицу, укључујући Радића. Рачић се сам предао, али му никада није суђено. У Загребу се окупило 19.000 људи тражећи отцјепљење од Србије. У насиљу које је услиједило, погинуле су још три особе, 40 рањено и 180 ухапшено. Влада је поднијела оставку, краљ је понудио мандат неколицини људи који нису успјели или одбили да формирају нову владу прије него што су се окренули Корошецу.
Радић је преминуо 8. августа. Његовој сахрани присуствовало је много људи, а било је и бројних јавних испољавање жалости у Хрватској и Босни и Херцеговини. Пет дана након његове смрти, Влатко Мачек је изабран на чело ХСС-а. За разлику од Радића, Мачел је одбацио идеју заједничке југословенске нације. Тврдио је да је идеологија националног јединства заснована на језичком јединству недовољна за стварање једне нације. Непосредно након пуцњаве, краљ је одбацио сваку могућност федерализма, али је Радићу, Прибићевићу и Мачеку понудио „ампутацију” како би Словенију и Хрватску одвојили од земље. Понуду су одбили из страха да то подразумијева пребацивање дијелове Хрватске у проширену Србију. Умјесто тога, СДК је усвојио резолуцију којом је прекинуо односе са странкама у Србији и прогласио да више не признају Краљевину Срба, Хрвата и Словенаца — враћајући се заговарања републиканизма.
Хрватска странка права је у убиствима видјела прилику да се супротстављање југословенству представи као централно питање међу Хрватима. Како се криза поклопила са десетогодишњицом успостављање краљевине, челници ХСП-а Анте Павелић и Густав Перчец приказали су Радића као најновију у дугом низу хрватских жртава које су страдале од српске руке на њихов празник Свих светих и десетогодишњциу говора 5. децембра. Павелић је преувеличао значај тадашњих франковаца, али је дошло до помјерања у односу према српском примату. Док се у Србији славило десет година јединства и слободе, о десетогодишњици се говорило као о десет крвавих година у некадашњим хабзбуршким земљама јужнословенске краљевине.

### Краљевска диктатура
Краљ је 6. јануара 1929. прогласио диктатуру, а интегрално југословенство је постало званична државна идеологија. У октобра је земља преименована у Краљевину Југославију, како би се повећало народно јединство. „Племенски” симболи су забрањени, а земља је административно реорганизована како би се избрисали остаци историјских граница. Све етничке спецификације организације, укључујући и неполитичке, биле су потиснуте или обесхрабрене, а „југословенски” двојници су успостављени као замјена. Режим је користио реторику „крв и жртва” као оправдање — позивајући се на српске ратне губитке — привилегујући Србе и омаловажавајући или искључујући друге. Иако су Срби чинили 39% становништва 1932, политика владе била је да се већина особља кључних министарстава додијели Србима. Запослени у министарствима правде, унутрашњих дјела и просвјете били су 85%, 89%, односно 96% Срби.
Уведена строга цензура, а било је и хапшења опозиционих лидера. Полиција је послала инструмент у наметању интегралног југословенства, користећи терористичке групе — углавном састављене од полицијског особља — за ванправне акције против неистомишљеника. Павелић и Перчец су напустили земљу неколико дана након проглашења диктатуре, а потпредсједник и секретар ХСС-а — Аугуст Кошутић и Јурај Крњевић — до августа. Полиција је држала политичке активне људе под присмотром.
До прољећа је чак и централистичка ДС сматрала да се мора наћи договор са ХСС-ом и укидањем монархије или барем давањем значајне аутономије дијеловима Југославије. Режим је био под све већом међународном критиком, посебно након што је полицијски агент убио франковца Милана Шуфлаја 1931. године. Тај догађај је изазвао протест групе интелектуалаца, укључујући Хајнриха Мана и Алберта Ајнштајна. Подстакнут од стране британских, француских и чехословачких савезника и вјероватно под утицајем свргавања Алфонса XIII Шпанског, краљ Александар је преговарао са НРС и НСН да прошири своју базу подршке — што је за исход имало Октоисани устав. Устав је забранио већину политичких дјелатности и дао широка овлашћења краљу и извршној власти. Југословенска радикална сељачка демократија (ЈРСД; касније Југословенска национална странка (ЈНС)) основана је као режимска странка за спровођење политичког програма који је ефективно одредио краљ. ЈРСД је наступио без отпора на парламентарним изборима 1931, које је бојкотовала опозиција.
Прогнани Павелић је 1931. основао фашистичку организацију Усташе, одбацујући југословенске традиције, дијелећи ставове са мађарским ревизионистима и идеологију са италијанским фашистима. Након неуспјешног упада у Лику 1932, усташе су се фокусирале на атентате. Разоткривена је завјера за убиство краља у Загребу 1933, а режим је за одмазду погубио око стотину људи — иако већина њих није била повезана са завјером или усташама. У сарадњи са ВМРО, усташе су убиле краља током посјете Француској 1934. године.

### Одбацивање интегралног југословенства
Крајем 1934. кнез Павле, шеф трочланог намјесништва, приморао је владу ЈНС да поднесе оставку. На изборе 1935. изашла је листа удружене опозиције превођена Влатком Мачеком и листа ЈНС предвођена Богољубом Јевтићем. Побиједила је листа ЈНС, али је опозиција запријетила бојкотом Народне скупштине због изборне преваре који су утврдили страни посматрачи. Као одговор, кнез Павле је Јевтића замијенио Миланом Стојадиновићем. У једном од својих раних премијерских говора, Стојадиновић је представио намјеру да преговара о рјешењу онога што се звало хрватско питање, али ништа конкретно у том погледу није урађено до избора 1938. године. Уједињена опозиција, предвођена Мачеком, освојила је око 45% гласова, мање од Стојадиновићеве Југословенске радикалне заједнице (ЈРЗ). Међутим, опозиција је освојила 78% и 82% гласова у Приморској и Савској бановини.
Кнез Павле је као највећи приоритет одредио рјешавање хрватског питања, али је знао да Мачек неће преговарати са Стојадиновићем. Убрзо након избора, министар просвјете Богољуб Кујунџић одржао је говор у Народној скупштини тврдећи да су Срби супериорнији од Хрвата и Словенаца, због чега је пет министара поднијело оставке. Кнез Павле није дозволио Стојадиновићу да предложи други кабинет — умјесто тога је за премијера поставио Драгишу Цветковића, задуживши га за преговоре са Мачеком. ХСС је истовремено преговарао са Цветковићем и Италијом — добијајући италијанско обећање о подршци уколико ХСС подигне устанак — у замијену за територијалне уступке и препуштање одбране и спољних односа Хрватске Италији. У разговору са Цветковићем, Мачек је тражио федералну реорганизацију Југославије, али је приједлог одбијен. Умјесто тога, постигли су договор о дуалистичкој формули по узору на Аустроугарску, по којем ће Бановина Хрватска бити успостављена од Савске и Приморске бановине и других територија које ће се одредити низом пребисцита. Након што је кнез Павле ставио вето на аранжман противећи се плебисцитима, Мачек је наставио контакт са италијанским министром иностраних послова Галеацом Ћаном. Убрзо након тога, Цветковић и Мачек су поново започели преговоре и постигли договор о границама Бановине Хрватске. Кнез Павле је прихватио нови аранжман и споразум Цветковић—Мачек је потписан 26. августа 1939. године. Након споразума, држава више није инсистирала на Народном јединству и одбацила је југословенство као званичну идеологију.

## Синтетичка култура
Није постојала јединствена југословенска култура. Културно југословенство прије Првог свјетског рата било је углавном ограничено на хрватске писце и умјетнике. Средишњи модел културног уједињења који су заступали југословенски мислиоци 19. вијека подразумијевао је удруживање око српске културе, али је овај концепт углавном напуштен до 1900. године. На Међународној изложби умјетности у Риму 1911, хрватски и српски умјетници из Аустроугарске су изабрали да излажу у Српском павиљону, како би себи омогућили веће присуство него што је то могуће у павиљону који би дијелили са остатком монархије. Осамнаест умјетника дало је 203 дјела од укупно 236 изложених у павиљону — скоро половина од тог броја биле су скулптуре Ивана Мештровића. Тако је постао „пророк југословенства”, иако његова дјела, или савремена дјела других умјетника попут Јозе Кљаковића, нису посебну унијела јужнословенске елементе у тумачење националних тема, већ личне, прије личне интерпретације Art Nuvo.
Посљедице Првог свјетског рата пригушиле су ентузијазам за уједињење југлословенске културе. Посљератни писци и умјетници су углавном одбијали такве покушаје. Најгласнији критичар јединствене културе био је Антун Бранко Шимић. Неки, попут Мирослава Крлеже и Аугуста Цесарца, окренули су се радикалном социјализму и критиковали монархистичку и буржоарску Југославију. Овај групи у критици су се придружили и они, попут Тина Ујевића, који су прошли кроз етапу подршке културном уједињењу. Коначно, уз неколико изузетака као што су Иво Андрић и Нико Бартуловић, готово сви хрватски писци и умјетници повезан са предратним југословенством напустили су идеологију. Како је југословенство уопште, а посебно југословенска синтетичка култура, изгубила подршку у међуратном периоду, чак је и Мештровић (и у мањој мјери Андрић) наишао на критике. У Хрватској, Мештовићеви радови који представљали српске културне личности наишли на замјерке, док су га Србији критиковали јер те исте личности нису приказане са српским шајкачама и у опанцима.
Мештровић је планирао, али никада није спровео изградњу Видовданског храма у знак сјећања на Косовску битку 1389. године. Планирао је да споменик кнезу Лазару посвети као јунаку Косовског мита с циљем да се лик српске историје преточи у југословенског јунака. Косовски мит и Видовдански спомени битке приказују Лазара као моралног побједника у бици која га је коштала живота, а Мештровић је косовски мит тумачио као симболизујући жртву и моралну побједу Југословена. Тај мит је власт званично представљала као панјугословенски национални мит у међуратном периоду (док је Видовдан био државни празник). Повезивање мита са интегралним југословенством посебно је наглашено било у доба диктатуре. Томе је додатно допринијео и наратив српске борбе и жртвовања у Првом свјетском рату — што је тумачено као да наговјештава право Срба да воде Југославију због страдања да ослободе све Југословене.